# Żytomierski Uniwersytet Państwowy im. Iwana Franki
Żytomierski Uniwersytet Państwowy im. Iwana Franki (ukr. Житомирський державний університет iмені Івана Франка, ЖДУ) – ukraińska szkoła wyższa z siedzibą w Żytomierzu.
Placówka została powołana do życia 16 października 1919 jako Żytomierski Państwowy Instytut Pedagogiczny. W 1999 podniesiono jej rangę do roli Uniwersytetu, a w 2004 nadano jej obecne imię.
Struktura uczelni obejmuje 5 wydziałów, 3 instytuty, ośrodek kształcenia przeduniwersyteckiego i podyplomowego. Liczba studentów wynosi 8000.